# Joivan Wade
Joivan Wade (ur. 2 sierpnia 1993) – angielski aktor, który po raz pierwszy wystąpił w komedii BBC pod tytułem Big School, a następnie wystąpił w dramacie dla nastolatków Youngers, emitowanym na E4. Publikuje na platformie YouTube, tworząc serię Mandem On The Wall. Wystąpił w dwóch odcinkach serialu Doctor Who, grając Rigsy’ego, młodego twórcę graffiti, który pomógł uratować świat. W lutym 2016 dołączył do obsady telenoweli EastEnders jako Joran Johnson, przejmując rolę od Michaela-Joela Davida Stuarta. Aktualnie gra rolę Victora Stone, czyli Cyborga w serialu Doom Patrol.

## Filmografia

### Film
| Rok  | Tytuł           | Rola    | Komentarz            |
| ---- | --------------- | ------- | -------------------- |
| 2012 | Callum          | Ellis   | Film krótkometrażowy |
| 2015 | Chick or Treat  | Jay     | Film krótkometrażowy |
| 2016 | Rwd/Fwd         | Jay     | Film krótkometrażowy |
| 2016 | Deep It         | Miles   | Film krótkometrażowy |
| 2016 | The Weekend     | Derrick |                      |
| 2017 | The Riot Act    | Jerome  | Film krótkometrażowy |
| 2018 | Shiro’s Story   | Shiro   | Film krótkometrażowy |
| 2018 | The First Purge | Isaiah  |                      |
| 2019 | AMANI           | Amani   | Film krótkometrażowy |

### Telewizja
| Rok       | Tytuł             | Rola                  | Komentarz                                      |
| --------- | ----------------- | --------------------- | ---------------------------------------------- |
| 2012      | Na sygnale        | Jacob                 | Odcinek: #HolbyRiot – Part 2                   |
| 2013      | Big School        | Manyou                | Główna obsada                                  |
| 2013–2014 | Youngers          | Failia                | Rola drugoplanowa (16 odcinków)                |
| 2014–2015 | Doctor Who        | Rigsy                 | 2 odcinki: Trzeci wymiar i Oko w oko z krukiem |
| 2015      | Pompidou          | Nastolatek            | Odcinek: Hoarder                               |
| 2015      | The Interceptor   | Benji                 | Jeden odcinek                                  |
| 2015      | Walliams & Friend | Wiele postaci         | Odcinek: Joanna Lumley                         |
| 2016      | EastEnders        | Jordan Johnson        | Regularnie występuje                           |
| 2016      | Comedy Feeds      | Wiele postaci         | Odcinek: JPD                                   |
| 2017      | The Break         | Raheem                | Miniserial telewizyjny                         |
| 2019–2023 | Doom Patrol       | Victor Stone / Cyborg | Główna obsada                                  |

## Nagrody i nominacje
| Rok  | Nagroda                                  | Kategoria   | Nominowana praca | Wynik     |
| ---- | ---------------------------------------- | ----------- | ---------------- | --------- |
| 2016 | Screen Nation Film and Television Awards | Rising Star | On sam           | Nominacja |